# Park Jung-soo
Park Jung-soo (también conocida como Park Jung-su) es una actriz surcoreana. 

## Carrera
Debutó como actriz en 1972 y se hizo conocida por ser la protagonista de dramas como Love and Farewell (1993), Way of Living: Woman (1994), LA Arirang (1995), Why Can't We Stop Them (2000), Rose Fence (2003) y Living in Style (2011).
En 2005, publicó su autobiografía Park Jung-soo, la Belleza Interior, que fue también una guía de estilo para la mujer en sus cincuenta años.

## Filmografía

### Cine
| Año  | Título                               | Rol                     | Notas             |
| ---- | ------------------------------------ | ----------------------- | ----------------- |
| 1990 | North Korean Partisan in South Korea | Camarada Myeong-ja      |                   |
| 1991 | Korean Boy                           |                         |                   |
| 1992 | The Son and the Lover                |                         |                   |
| 1993 | When Adam Opens His Eyes             |                         |                   |
| 1997 | Change                               | madre de Eun-bi         |                   |
| 1998 | Seventeen                            | madre de Ye-jin         |                   |
| 1999 | Until We Meet                        | Mrs. Choi               |                   |
| 2002 | Sex of Magic                         | madre de Han Ji-hye     |                   |
| 2005 | The Twins                            | madre                   |                   |
| 2007 | The Railroad                         | madre de Han-na (cameo) |                   |
| 2008 | Hana Kage (Flower Shadow)            |                         | película japonesa |
| 2009 | Take Off                             | (cameo)                 |                   |

### Series de televisión
| Año  | Título                           | Red   | Ref.        |
| ---- | -------------------------------- | ----- | ----------- |
| 1985 | Sun Rising Over the Hill         |       |             |
| 1989 | Pain                             |       |             |
| 1991 | What Is Love                     | MBC   |             |
| 1991 | Autumn Flowers in Winter Trees   |       |             |
| 1992 | Living                           | SBS   |             |
| 1992 | Our Paradise 2                   |       |             |
| 1993 | Stormy Season                    | MBC   |             |
| 1993 | Pilot                            | MBC   |             |
| 1993 | Love and Farewell                | KBS2  |             |
| 1993 | Ladies' Man                      |       |             |
| 1994 | Challenge                        | MBC   |             |
| 1994 | Way of Living: Woman             | SBS   |             |
| 1995 | Hopefully the Sky                | KBS1  |             |
| 1995 | Do You Remember Love?            | MBC   |             |
| 1995 | LA Arirang                       |       |             |
| 1995 | Jazz                             | SBS   |             |
| 1996 | Morning in Paris Park            | KBS2  |             |
| 1996 | August Bride                     |       |             |
| 1996 | First Love                       | KBS2  |             |
| 1996 | Splendid Holiday                 |       |             |
| 1997 | Light in the Field               |       |             |
| 1997 | You and I                        | MBC   |             |
| 1998 | Tango in Seoul                   | SBS   |             |
| 1998 | For Love                         | MBC   |             |
| 1998 | My Love by My Side               |       |             |
| 1999 | Happy Together                   | SBS   |             |
| 1999 | The Last War                     | MBC   |             |
| 1999 | Did You Ever Love?               | KBS2  |             |
| 1999 | Hur Jun                          | MBC   |             |
| 2000 | More Than Words Can Say          | KBS1  |             |
| 2000 | Juliet's Man                     | SBS   |             |
| 2000 | Snowflakes                       | KBS2  |             |
| 2000 | Aspen Tree                       |       |             |
| 2000 | Why Can't We Stop Them           | SBS   |             |
| 2001 | Sweet Bear                       | MBC   |             |
| 2001 | Like Father, Unlike Son          | KBS2  |             |
| 2002 | Who's My Love                    | KBS2  |             |
| 2002 | Golden Wagon                     | MBC   |             |
| 2003 | Drama City "The Queen of Disco"  | KBS2  |             |
| 2003 | Rose Fence                       | KBS2  |             |
| 2003 | Bodyguard                        | KBS2  |             |
| 2003 | First Love                       | SBS   |             |
| 2003 | Dae Jang Geum                    | MBC   |             |
| 2004 | Match Made in Heaven             | MBC   |             |
| 2004 | Crush                            |       |             |
| 2004 | Beautiful Temptation             | KBS2  |             |
| 2004 | Han River Ballad                 | MBC   |             |
| 2004 | The Autumn of Major General Hong | SBS   |             |
| 2005 | Bichunmoo (The Dance in the Sky) | SBS   |             |
| 2005 | Hong Kong Express                | SBS   |             |
| 2005 | Smile of Spring Day              | MBC   |             |
| 2005 | Tears of Diamond                 | SBS   |             |
| 2005 | Bizarre Bunch                    | KBS1  |             |
| 2005 | Let's Get Married                | MBC   |             |
| 2006 | Fireworks                        | MBC   |             |
| 2006 | Barefoot Love                    | SBS   |             |
| 2006 | My Love                          | SBS   |             |
| 2006 | Unstoppable High Kick!           | MBC   |             |
| 2007 | The Person I Love                | SBS   |             |
| 2007 | Winter Bird                      | MBC   |             |
| 2008 | My Lady                          | MBC   |             |
| 2008 | My Life's Golden Age             | MBC   |             |
| 2009 | Can Anyone Love?                 | SBS   |             |
| 2009 | What's for Dinner?               | MBC   |             |
| 2009 | Enjoy Life                       | MBC   |             |
| 2010 | Dong Yi                          | MBC   |             |
| 2010 | Three Sisters                    | SBS   |             |
| 2010 | Queen of Reversals               | MBC   |             |
| 2011 | Twinkle Twinkle                  | MBC   |             |
| 2011 | Living in Style                  | SBS   |             |
| 2012 | Still You                        | SBS   |             |
| 2012 | It Was Love                      | MBC   |             |
| 2013 | Potato Star 2013QR3              | tvN   |             |
| 2013 | Hold My Hand                     | MBC   |             |
| 2013 | One Warm Word                    | SBS   |             |
| 2014 | Mama                             | MBC   |             |
| 2014 | Make a Wish                      | MBC   |             |
| 2014 | Tears of Heaven                  | MBN   |             |
| 2014 | Lady of the Storm                | MBC   |             |
| 2014 | Drama Festival "Fitting"         | MBC   |             |
| 2016 | Marriage Contract                | MBC   |             |
| 2016 | The Good Wife                    | tvN   |             |
| 2016 | Don't Dare to Dream              | SBS   |             |
| 2018 | My Contracted Husband, Mr. Oh    | MBC   |             |
| 2024 | LTNS                             | TVING | [ 8 ] [ 9 ] |

### sProgramas de televisión
| Año  | Título      | Canal | Notas                                    |
| ---- | ----------- | ----- | ---------------------------------------- |
| 2018 | Battle Trip | KBS2  | Participó con Gong Hyun-joo, (Ep. 76-77) |